# Paul Fay

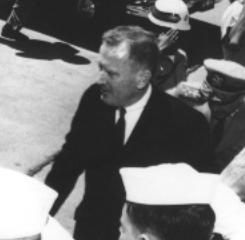
Paul Fay aan boord van de USS PTF-3

Paul "Red" Burgess Fay, Jr. (San Francisco, 8 juli 1918 - Woodside, 23 september 2009) was een Amerikaans politicus.
Fay was in november 1963 korte tijd minister van marine in de regering Kennedy als opvolger van Fred Korth, die ontslag had genomen. Fay en Kennedy hadden elkaar leren kennen tijdens hun dienst bij de United States Navy. Hij trad kort na de dood van Kennedy af en werd opgevolgd door Paul Nitze. In 1966 schreef hij de bestseller The Pleasure of His Company over Kennedy.
- CiNii: DA15091815
- International Standard Name Identifier: 0000 0000 8482 420X
- Library of Congress Control Number: nr2002023435
- National Archives and Records Administration: 10611654
- Bibliotheek van het Japanse parlement: 00521573
- Nationale Bibliotheek van Israël: 987007592454605171
- SNAC: w66760jj
- Virtual International Authority File: 118918534
- WorldCat: E39PBJxxhT7rjyt9k8BwWVdbBP